# 번역
번역(飜譯, translate)은 어떤 언어로 쓰인 글을 다른 언어로 된 상응하는 의미로 글을 전달하는 일이다. 이 때 전자의 언어를 원어 또는 출발어(source language)라 하고, 후자의 언어를 번역어 또는 도착어(target language)라고 한다.
정확한 번역을 위해서는 원전을 이해하기 위한 문화적인 배경지식과 옮겨오는 언어의 정확하고 문학적인 문장력이 필요하다.

## 종류
번역은 크게 직역(축자역, 逐字譯, literal translation)과 의역(意譯, free translation) 두 가지로 나뉜다. 원어 문장의 독특한 구조와 표현을 살려주려는 태도로 옮기는 것이 직역으로, 번역문으로서는 어색해도 원문에 충실한 면이 있다. 반면, 어울리는 자연스러운 문장을 만드려는 태도로 옮기는 것을 의역이라 한다. 의역이나 직역 중 하나가 옳고 그르다고는 할 수는 없지만, 글의 종류나 독자층에 따라 의역이 어울릴 때가 있고 직역이 어울릴 때가 있다.
원문 손상이 축약정도에 따라 발췌역(초역, 抄譯, selective translation)과 완역(完譯, complete translation)으로 나눌 수 있다. 원문 손상이 있는 축약이라면 원문을 크게 훼손하여 줄거리만 남긴 경개역(梗槪譯, condensed translation)과 원문을 상당히 축소한 축역(縮譯, abridged translation)과 전혀 손대지 않은 전역(全譯, unabridged translation)으로 나눈다. 완역과 전역은 거의 같은 말이다. 근대시기에 신문의 짧은 번역은 대부분 경개역이었다
출발어에서 도착어로 바로 옮기는 것을 직역(直譯, direct translation), 번역된 언어에서 다시 도착어로 바꾸는 것을 중역(重譯, retranslation)이라 부른다. 외국어 해독능력자가 없던 한국 근대시기의 번역은 대부분 일본어 중역이거나 중국어 중역이었다.

## 어원

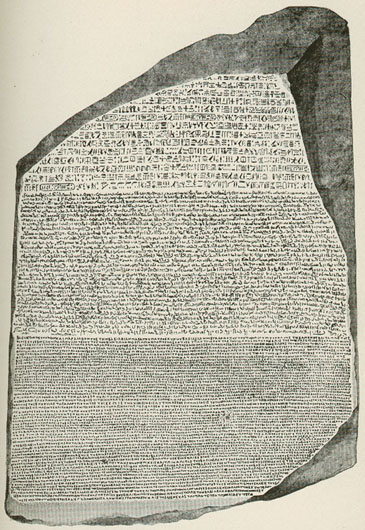
로제타석

번역을 뜻하는 영어 낱말 translation는 라틴어 translatio에서 따온 말로서 "전달하다" 내지는 "보내주다"의 뜻을 지닌다. 현대 로망스어에서는 이 단어를 유사어인 traduco 로 받아들이고 독일어와 슬라브어에서도 라틴어에서 차용된 단어를 뿌리로 보고 있으며 네덜란드어만이 예외이다.
고대 그리스어에서 직역과 의역에 대한 차이를 알 수 있다. 번역을 가리키는 단어 μετάφρασις (직역, "건너 말하기")는 영어에서 직역을 뜻하는 말로서 "문자 그대로의 번역", 다시 말해 단어 대 단어의 등가를 이루는 번역을 지칭한다. 이와 대칭되는 개념이 의역에 해당한다. 좀 더 현대적인 표현을 빌리자면 직역은 Formal Equivalence이고 의역은 Dynamic equivalence에 해당한다.
엄격히 말해 직역의 개념은 출발어에서 번역하고자 하는 단어가 한 개 이상의 의미를 지닐 가능성이 있고 또한 문장에서 묘사하고자 하는 의미가 특정 언어에서는 한 단어 이상으로 설명될 수 있기 때문에 불완전한 개념적 성격을 내포한다. 그러나 "직역"과 "의역"은 번역에 대한 가능한 접근법을 양극화하여 묘사함으로써 이상적인 설명이 가능하도록 하고 있다.
가장 신성한 번역의 이미지는 로제타석이다. 이집트 민중언어, 고대 그리스어, 이집트 상형문자 등 3개 언어로 된 번역문이 기록된 로제타석은 이집트 상형문자의 해석에 결정적인 역할을 한 것으로 알려져 있다.

### 서구의 이론

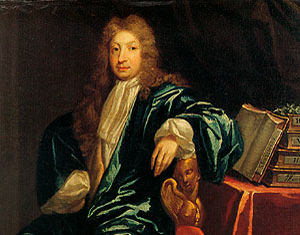
근대적 번역가 존 드라이든

번역에 대한 연습과 이론에 관련해 토론은 고대부터 시작됐으며 오랜 역사를 갖고 있다. 고대 그리스인들은 의역과 직역을 구분지었으며 17세기의 작가였던 존 드라이든에 의해 구분법이 적용되기에 이른다. 그는 번역을 표현의 두가지 방법을 판단하여 혼합하는 것으로 규정하면서 선택에 있어 도착어에는 출발어에서 사용된 표현에 있어 자유로운 번역(dynamic equivalence)이 가능하다고 보았다:
| “ | 단어가 나오면 ... 문자 그대로 아름답다. 원작자에게는 단어들이 바뀌어야 한다는 사실 자체게 일종의 사고와도 같을 것이다. 그러나... 어떤 언어에서 그토록 아름다운 문구가 다른 언어에서는 때로 야만적이거나 전혀 상통하지 않을 수 있다. 따라서 원작자의 언어에 충실하고자 단어 선택의 폭을 좁게 하는 일이란 번역가의 능력을 제한하는 지극히 비이성적인 사고방식이다. | ” |

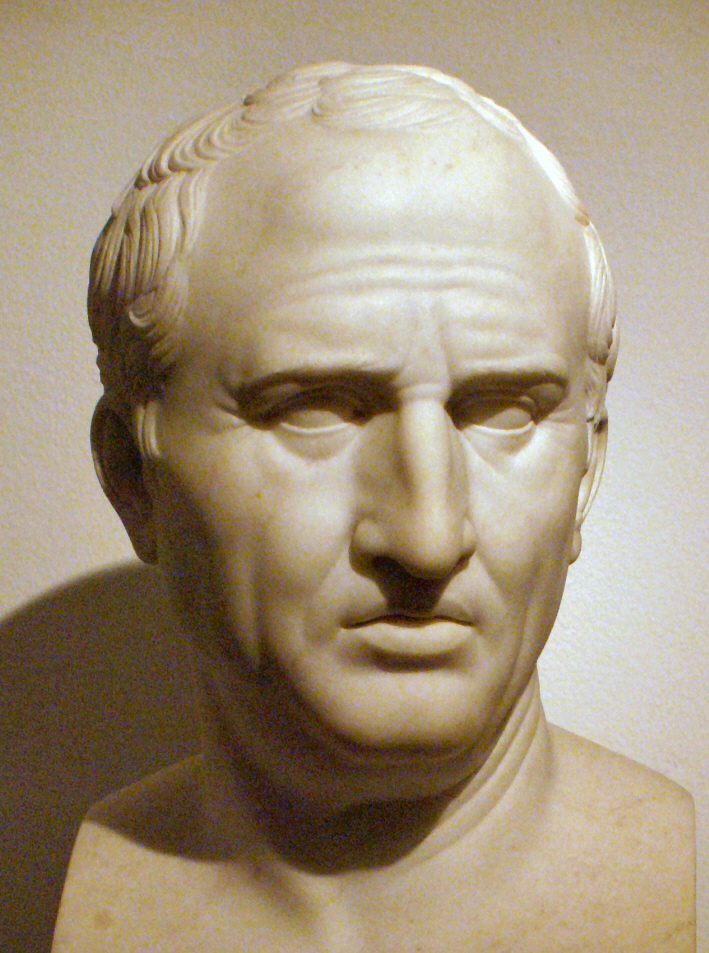
경고자: 키케로

그러나 드라이든은 적용된 번역에 있어 "상상"을 금기시 했다. "화가가 생물체를 복사했다고 해서... 그가 속성과 특질을 바꿔버릴 특권은 없다..."
계통적 서술로 짜여진 번역에 대한 설명은 Dynamic and formal equivalence에 해당하며 1세기 고대 로마 대의 키케로와 호라티우스가 "단어 대 단어"의 번역을 금기시했던 사실과도 일맥상통한다.(verbum pro verbo).
특별히 신학적인 다양성이 용인된 경우를 제외하고 번역에 있어 관습이란 고대사 이후로 거의 변함없이 기조를 유지했다. 초기 기독교 시대와 중세 시대를 비롯해 고전주의 시대 이전, 18세기의 번역가들은 신뢰할 만한 번역을 꽤 융통성 있는 등가를 찾음으로써 이뤄냈다. 가능하면 직역을 하되, 필요하면 원래의 의미를 맞추거나 절대적인 가치를 설명하기 위해 의역을 택하는 방식이었다. 보통 소설, 시, 악극의 형식, 영화, 웅변 등의 명료한 발언에 이르는 다양한 문장 형태의 문맥에 기초해 번역이 이뤄졌다.

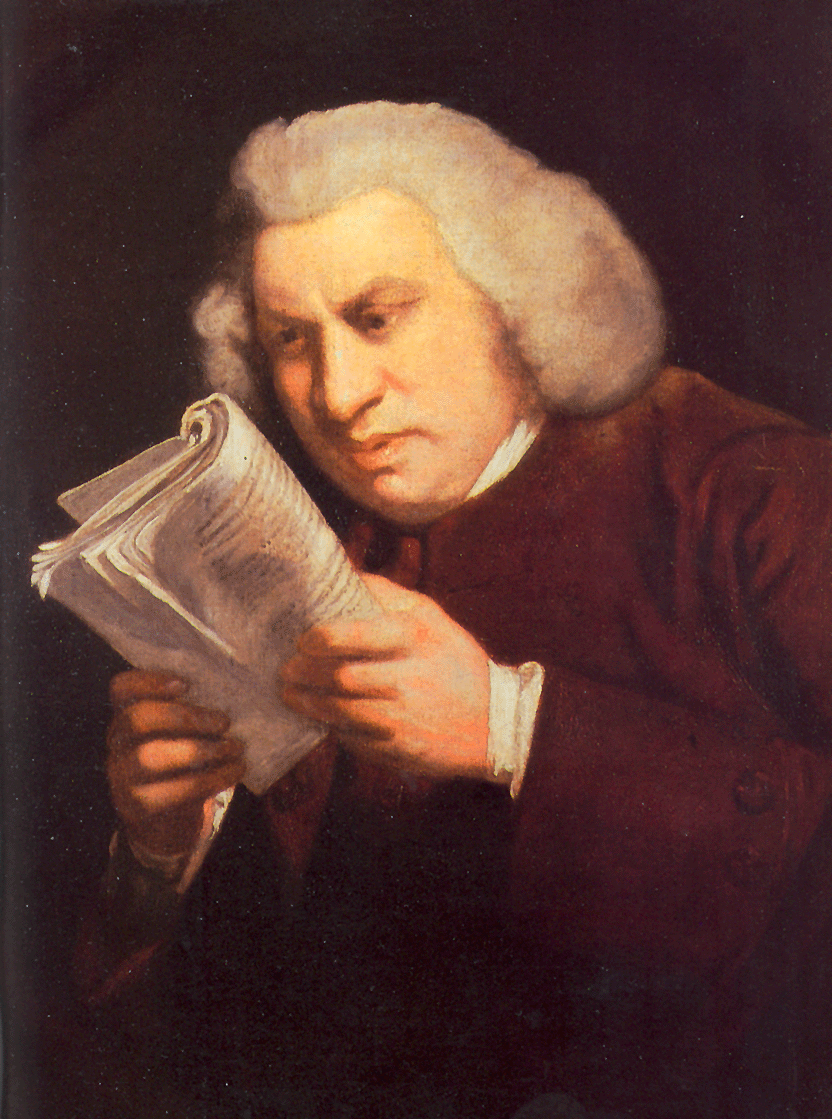
사전 편찬자이자 문학비평가 새뮤얼 존슨

일반적으로 번역가는 형태소의 원래 순서를 복제함으로써 문장의 뜻을 고스란히 옮기려는 방법을 찾게 되는데 따라서 문형은 필요할 때에는 실제의 문법적 구조를 재해석하는 과정을 거치게 된다. 고립어와 종합적 언어의 문형 차이에서 오는 차이가 그것이다. 영어, 프랑스어, 독일어는 문형이 고정적이지만 자유로운 어형을 지닌 폴란드어나 그리스어, 러시아어는 해당 부분에서는 문제가 드러나지 않는다.

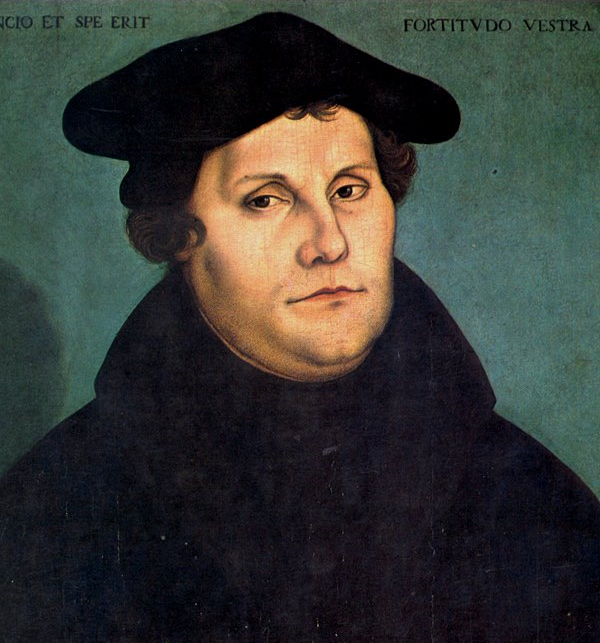
종교문 번역가: 마틴 루터

한편 출발어에서 명시한 단어가 도착어에서 결핍된 개념을 나타내고자 할 때 번역가는 특정 언어를 빌려와 도착언어에 서술될 수 있도록 한다. 쉽게 말해 눈을 지칭하려 할 때 에스키모인이 말하는 눈의 종류는 셀 수 없이 다양하지만 말라위 사람에게 눈(雪)을 말하려고 하면 번역가는 어려움을 겪기 쉽다. 특정 단어를 빌려온다는 뜻은 차용언어나 개념을 빌려와 언어간에 적용함이다. 단어를 빌려오는 행위이다. 때문에 현대 유럽 언어에서 번역이 불가능한 부분은 거의 찾아볼 수 없다. 다만 더 큰 문제는 문화적 차이로 인해 설명이 불가능한 경우가 생길 수 있다는 데 있다.
언어도 교류와 교집합을 이루는 범위가 넓을수록 내지는 두 언어와 또 다른 언어가 서로 직역과 의역의 범위에 있어 서로 사용될 수 있는 단어나 특질을 많이 가지고 있을수록 번역에 어려움이 적다. 그러나 언어에 관련해 생태적 지위의 개념을 적용하면 단어가 지닌 의미의 범주에 따라 변화가 일어나므로 어원학적 측면에서 특정 언어의 단어가 잘못 연결될 소지도 크다. 예를 들어 영단어 actual은 동족어인 프랑스어의 actuel ("현재의"), 폴란드어 aktualny ("현재의"), 와는 다른 개념이며 한국어에 적용했을 시 "사실상의"라는 뜻을 지닌 actual이 현재(Present)로 지나치게 과대 해석돼서는 안 된다.
번역가의 역할은 문화 대 문화의 가치를 교류하는 다리의 역할로서 적어도 2세기 로마의 그리스 극작 번역가였던 푸블리우스 테렌티우스 아페르 때부터 논의되기 시작했을 것이다. 번역가는 수동적이거나 기계적인 역할에 갇히는 개념이 아니므로 예술가의 역할과도 줄곧 비교된다. 주요한 근거는 키케로의 비평에서 발견된다. 존 드라이든은 "번역이 사후 세계를 그려내는 종류의 것"으로 보았고 번역가를 음악가나 작가로 비교하는 것은 플래절렛(플루트의 일종)으로 호메로스를 연기하는 알렉산더 포프와 바순을 사용한 호메로스의 이야기를 한 새뮤얼 존슨의 말에서도 발견해볼 수 있다.

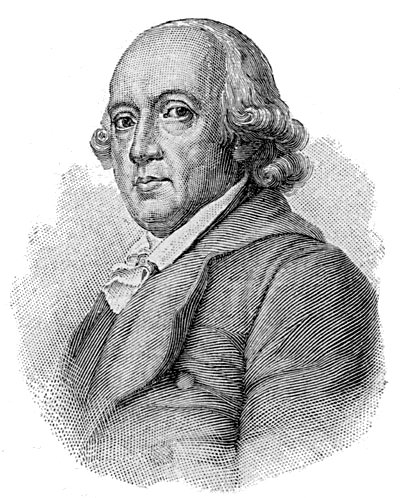
요한 고트프리트 헤르더(Johann Gottfried Herder)

13세기 영국의 시인 로저 베이컨은 번역이 진실이라면 번역가는 두 언어 뿐만 아니라 내재된 과학까지 이해해야한다고 말했다. 거의 그렇게 행동하는 번역가들이 없는 것을 볼 때 번역가는 번역과 다른 일을 하고자 하며 다른 번역가들도 마찬가지인 것 같다.

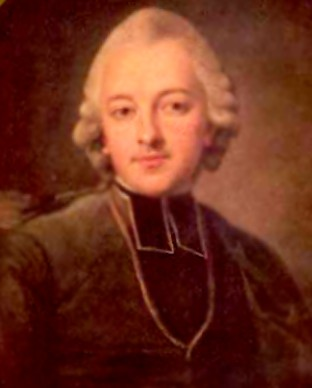
폴란드 번역가이자 작가 이그나시 크라시키

독일어로 성경을 옮긴 마르틴 루터는 혹자가 모국어로 만족스럽게 번역을 한다는 사실을 상정한 최초의 유럽인으로서 알려져 있다. L.G. 켈리는 18세기 요한 고트프리트 헤르더가 한 말을 인용했다. 누군가가 자국어로 번역한 말이 "오래전부터도 가장 분명히 서술됐다"
복합적으로 요구되는 번역가의 직무는 사전이나 유의어 추천목록에 완벽하게 적용될 만한 단어는 없다는 데 있다. 영국의 역사가 알렉산더 타이들러는 그의 저서 Essay on the Principles of Translation (1790)에서 충실한 읽기가 번역 활동에 있어 사전보다 더 충실한 역할을 할 수 있음을 강조했다. 같은 맥락에서 듣기와 말하기의 중요성은 조금 더 이른 1783년 폴란드의 시인이자 문법가인 오뉴프리 안드레 코프진스키가 설명한 바 있다.
사회에서 요구되는 번역가의 특별한 역할은 장 드 라 퐁텐의 유고 수필에 쓰여있다:

### 종교서

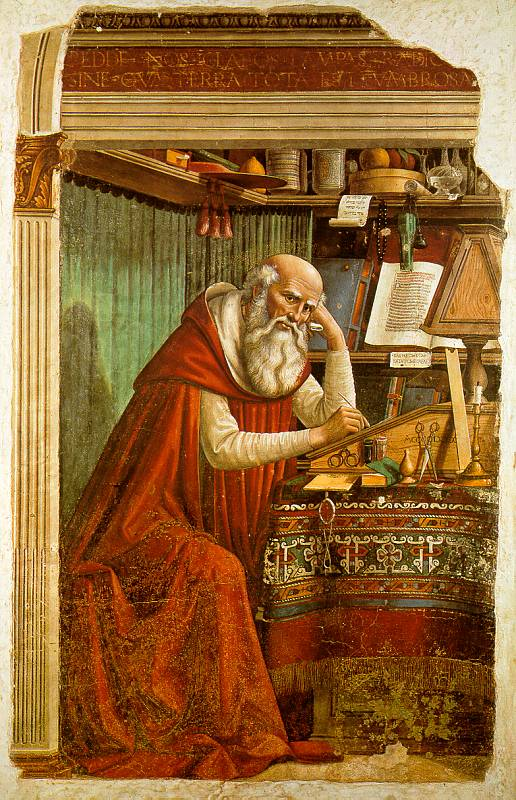
Saint Jerome

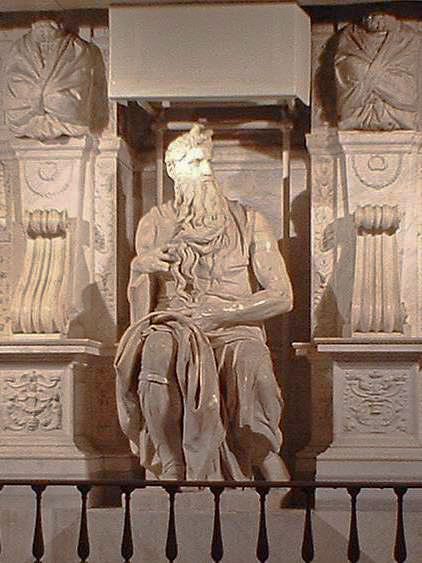
미켈란젤로의 작품, 성난 모세

종교서의 번역에 상당한 중요성이 역사적으로 부각됐다. 불교도 승려들은 인도 문화의 금언에 해당하는 수트라를 중국어로 번역했으며 이는 중국의 독특한 문화에 영향을 끼쳐 특히 효의 관념을 강조되게 하였다.
서구 사회에서 기록된 최초의 예는 구약성서가 그리스어로 3세기에 번역되기부터다. 70인역(Septuagint)으로 알려진 성경의 번역은 알렉산드리아에서 번역을 명받은 70명(어떤 문서는 72명)의 번역을 가리키는데 전해지는 이야기에 따르면 모든 70개의 번역본은 독특한 특성을 가지고 있다. 70인역의 번역본이 출발 문구(source text)의 역할을 하면서 라틴어와 아르메니아어, 조지아어 등으로 번역되는 바탕이 됐다.
여전히 역사상 가장 위대한 번역자이자 성경을 라틴어로 옮긴 히에로니무스(혹은 예로니모, Saint Jerome)는 번역의 수호성인으로 불린다. 수세기 동안 로마가톨릭은 초기 휩싸였던 번역본에 대한 논쟁 와중에도 그의 번역본을 사용했다. 불가타로 불리는 초기의 번역된 성경이 예로니모가 번역한 것에 해당한다.
종교개혁과 동시대에 해당하는 시기로 넘어가면 성경 번역은 각기의 유럽 언어로 번역되기 시작한다. 이 때의 시기는 서방의 기독교가 로마 가톨릭, 개신교의 분리가 진행되면서 각기의 교파에서 번역한 중요한 구절과 단어에 대한 번역본에 차이가 나타나기 시작한다. 종교와 문화, 언어가 지닌 각기의 특질이 문화적인 맥락으로 반영되면서 마르틴 루터에 의해 독일어판 성경이 탄생하고 야굽 우젝이 폴란드어, 킹 제임스의 번역이 영어로 완성되기에 이른다.
오역의 유명한 예는 히브리어에서 찾아 볼 수 있다. 히브리어의 단어 קֶרֶן (keren)은 "뿔"의 뜻을 비롯해 여러 가지 뜻이 있으나 문맥상으로는 광명의 줄기(빛줄기)로 볼 수도 있다. 결과적으로 수세기동안 예술가들은 모세를 그릴 때 이마에서 뿔이 나오는 듯한 형상으로 그렸는데 대표적인 예가 미켈란젤로의 조각상에서도 찾아볼 수 있다. 일부 반유대주의를 표방했던 기독교인들은 이러한 묘사를 유대인에 대한 증오를 증폭하는 용도로 악용했으며 유대인이 악마의 뿔을 단 자들이라는 근거 없는 주장을 폈다. 또다른 유명한 오역으로 낙타와 바늘구멍 이야기가 있다. 이것은 초기 성서 번역자 중 누군가가 밧줄이라는 그리스어 kamilos를 낙타를 뜻하는 kamelos로 오역한 결과라는 것이다. 그러나 정설은 아니다.

## 충실함과 투명화
충실함(원문과 같도록 함)과 투명화는 번역에 있어 두 이상적인 가치로 때로는 상충되기에 문제의 소지가 있다. 17세기의 프랑스 논평가는 "les belles infidèles"이란 단어를 들면서 번역가들이 여성처럼 충실하거나 또는 아름다울 수 있지만 둘 다의 가치를 찾을 수는 없다고 말했다.
충실함이라는 가치는 번역이 번역할 대상의 내용으로부터 왜곡 없이 정확하게 표현될 수 있도록 하는 범위를 지칭하며 투명화는 영문이 한국어로 번역될 때 한국어 사용자에게 원래부터 한국어로 쓰인 것처럼 느껴질수 있게 문법과 어문 구조, 숙어 등을 사용하는 방식을 일컫는다.
번역의 첫 번째 조건을 충족하는 것이 "충실함"으로 볼 수 있으며 두 번째의 조건이 관용구일 것이다. 두 가지 가치는 반드시 배타적이지 않으며 호혜관계에 있다. 다만 주제에 따라 충실함을 판단하는 기준에는 차이가 있을 수 있다. 번역되어야 하는 대상의 성격이나 문구가 쓰여진 방식, 문자 그대로의 가치 그리고 사회적 역사적 맥락에 이르기까지 고려될 사안도 많다.
투명화를 판단하는 기준이라 함은 거리낌이 없는 것에 있다. 관용구를 적절히 사용하지 못한 번역본은 "한 눈에 보기에도 그른" 것이다. 단어 대 단어를 번역하는 극단적인 경우는 대개 기계 번역에서 찾아볼 수 있는데 언어를 표현하는 특정한 방식에 어긋남이 드러나기 쉽다.

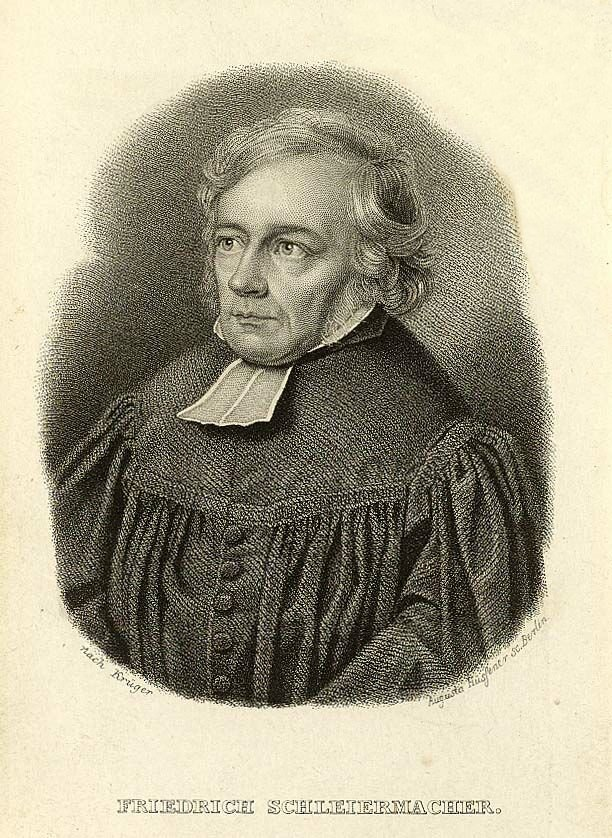

그럼에도 불구하고 번역가는 어떤 문맥에서는 문자 그대로의 번역을 만들어내고자 의식적인 방법을 탐구해야할 때가 있다. 문학이나 종교, 역사서를 번역할 때에는 원문과 될 수 있는 한 변질됨이 없이 번역될 수 있도록 번역한다. 번역가는 원문으로부터 지역적이거나 문화적인 맥락을 설명하기 위해 특정 단어나 표현을 빌려오기도 한다.
최근에 와서는 "투명화를 택하지 않은" 방식의 번역을 지지하는 옹호론자들이 있다. 프랑스의 철학가 안토니에 베르만은 12개의 시구 번역에 있어 고유의 형태로 나타나는 12개의 변형된 경향을 설명한 바 있다. 미국의 이론가 로렌스 베누티는 번역가가 이질적인 번역 전략을 택할 것을 주문한 바 있다. 이는 쉽게 말해 외래에서 온 문장임을 버리려는 보통 번역의 습관이 잘못됐음을 주장하는 것과 같다.
대부분 투명화에 반하는 주장을 펴는 이론가들은 독일의 낭만주의로부터 뿌리를 찾는다. 가장 저명한 영향을 끼친 철학가인 프리드리히 슐라이어마허의 세미나 강의 "On the Different Methods of Translation" (1813)에서 그는 번역방법을 구분짓는다. "독자를 향한 작가"(투명화) 방식과 원문의 외래성에 지나치게 충실한 성격을 띠는 "원작자를 향하는 작가의 방식"이다. 슐라이어마허는 원작자를 향한 접근법을 더 선호했다. 그는 외래성에 충실하려는 방식 때문에 이 방식에 대한 우호적인 입장을 취한 것이 아니라 프랑스의 문화적 우월주의에 반대하는 애국주의자의 입장으로서 독일문학을 선도하고자 했다.
현재 서구의 번역 관행은 충실성과 투명화 두 관점을 중점적으로 바라본다. 그러나 항상 그렇지는 않으며 고전주의 이전의 로마와 18세기에는 대부분의 번역가들이 단순한 번역의 영역에서 한발짝 더 나아간 입장인 번안의 방식을 취했다.
번안은 서구적인 방식이 아니다. 인도의 서사시인 라마야나는 여러 가지 토착언어에 다른 모습으로 전승되어 전해지고 있으며 내용도 각기 다르다. 유사한 예가 중세 기독교 시대의 문학에도 나타났으며 각 지방의 문화나 도덕적 관습에 따라 차이를 나타냈다.

### 등가
충실함과 투명화에 대한 논점은 등가의 입장을 취하는 부분에 있어서도 연구됐다. 등가(Equivalence)는 형식적 등가(Formal Equivalence)와 역학적 등가(Dynamic Equivalence)로 구분되며 충실함과 투명화에 각기 해당하는 개념이다. 이 개념은 번역가 유진 나이다와 연관돼 있으며 성경을 번역하는 방법을 묘사하고자 하는 하나의 방편으로 설명됐지만 두 방법은 다른 번역에도 적용될 수 있다.
형식적 등가는 직역(Metaphrase), 역학적 등가는 의역에 해당한다. 역학적 등가는 Dynamic이라는 단어 이외에도 단어 functional(기능적)로 묘사되기도 하며 원문에 표현되는 필수적인 생각을 전달한다. 필요하다면 문맥 자체의 문형이나 바탕을 무시하므로 문형이 수동인지 능동인지가 중요한 대상이 아니다.
대조적으로 형식적 등가는 문맥을 넘어 문장 자체를 문자 그대로 단어와 단어가 호응될 수 있게 표현하고자 한다. 이를 verbum pro verbo로 표기하는데 필요하다면 도착어에 나타나는 특징을 무시하는 경우를 택하기도 한다.
그러나 사실 번역학 이론에서 보았을 때 두 가치에 대한 정확한 구분은 모호하다. 대조적으로 등가 이론에 대한 입장차이가 다양한 번역에 대한 반경을 넓히고자하는 입장을 대변한다고 볼 수 있다. 각기의 입장은 다양한 시대와 다양한 문맥에 같은 번역가에 의해 적용될 수도 있고 여러 관점에서 볼 때 한 번역가가 하나의 번역 문구를 번역하면서 각각의 문장에 모두 같은 번역 방식을 취하라는 법도 없기 때문이다. 두 방식이 여러 시기에 사용되며 건실한 방법을 통해 번역된 작품들은 역학적이기도 하고 형식적이기도 하다.
등가의 개념이 중요한 또다른 이유는 미숙한 사람들이 범하는 실수 중 하나가 잘못된 품사나 단어를 선택해 표현하는 데서 나타나는 데 있다. 같은 품사나 내용을 찾으려는 입장이 좀 더 나아갔는가 혹은 원론에 충실했는가에 따라 이론이 설명됐음을 보았을 때도 등가 이론은 중요성을 갖는다.

### 역번역
"역번역"이란 번역된 문장을 다시 원문의 언어로 참고나 주석 없이 되돌리도록 하는 행위를 말한다. 번역본이 공지된 허가를 얻은 상태에서 임상 목적이나 치료의 목적으로 사용됐을 시 유럽연합의 윤리위원회나 기관생명윤리위원회의 감독 하에 역번역이 이뤄진다.
기계번역의 경우 역번역의 영어 용어는 "round-trip translation"(왕복)으로 불리기도 한다.
역번역과 원문을 비교하는 행위는 보통 원문 번역과의 질적 대조를 꾀하기 위함이다. 적절한 방법이기는 하지만 꼭 완벽한 결과를 제시하는 방법으로 볼 수는 없는 오점이 있다.
고문서로 발견된 유물이 원어로는 존재하지 않고 번역된 언어로만 존재할 경우에 고고학자들이 원어로 바꾸어 원문을 되살리려는 노력을 하기도 한다. 유사하게 역사학자들이 다른 언어로부터 번역된 문서로 의심되는 유물을 발견했을 시 역추적을 번역으로 이룸으로써 근거를 찾아낸다. 보통 특정 관용구나 언어, 미세한 문법적 구조로 발견할 수 있어 이런 특질을 바탕으로 원어로부터 파생된 번역본인지 가늠하기도 한다.
예를 들어 틸 오일렌슈피겔에 대한 고지독일어로 표현된 이야기들 중에서는 저지독어로만 표현 가능한 익살을 표현하는 경우가 있다. 이런 경우에는 이야기들이 전부 내지는 적어도 상당부분 원래 저지독어로 쓰여졌고 고지독어로 번역돼 좀 더 의역의 표현법이 과장됐음을 나타낸다.
유사하게 아람어 원어론의 지지자들의 관점에서도 예를 찾을 수 있다. 그들은 신약성서나 원문이 원래 아람어로 쓰여졌다고 보는데 그 근거를 각기 존재하는 다른 고대 그리스어 신약성서본과 비교했을 시 아람어로 역번역한 번역본이 훨씬 매끄럽다는 데 있다. 그리스어에서 표현되지 않거나 이해할 수 없는 익살이나 문법적 특질이 아람어에서는 번역 가능하기 때문이다.

## 문학 번역
소설이나 연극, 시 등의 문학작품의 번역은 고유의 면모에 따른 문학적 추구로 여겨진다. 예를 들어 캐나다 문학에서는 특별히 영어-프랑스어, 프랑스어-영어 번역 최고 작품을 선정해 매년 작가상을 수여하고 있다.

### 역사
앞서 설명됐듯이 서구에서 가장 초기의 중요한 번역은 70인역에서 이뤄졌으며 기원전 3~1세기 사이에 알렉산드리아에서 코이네 그리스어로 유대 문구들의 집성체들이 번역됐다. 흩어져있던 유대인들은 조상의 언어를 잃어버렸고 조상의 언어가 새겨진 조각들의 그리스어 번역본을 필요로 했다
중세 시대에 걸쳐, 라틴어는 링구아 프랑카로 기능하면서 서구 사회의 지식인이 사용하는 언어로서 기능했다. 9세기 앨프레드 대왕은 그의 시대에 훨씬 앞선 생각으로서 앵글로색슨 언어로 베다 베네라빌리스의 Historia ecclesiastica gentis Anglorum와 보이티우스의 Consolation of Philosophy를 번역하도록 지시했다. 당시 교회에서는 예로니모의 불가타를 번역하는 데 있어서도 편파적인 데 대해 난색을 표했었다.
아시아 대륙에서는 불교의 전파가 대규모의 번역을 필요로 했으며 천년동안 이어졌다. 서하 때 그러한 노력이 대대적으로 이루어졌다. 정부의 지원 하에 서하는 수많은 불교서적을 중국 대륙에 가져왔다.
아랍인에 의한 대규모의 번역도 있었다. 그리스 세계를 침략한 이후 과학과 철학 이론에 대한 아랍어 번역본이 만들어졌으며 중세 시대에는 이러한 아랍어 서적들이 특히 스페인의 코르도바에서 라틴어로 번역되기에 이른다. 그리스어나 원래의 아랍어 작품들이 라틴어로 바뀌면서 유럽의 스콜라 철학이 진보하는 데 적지 않은 역할을 한다.

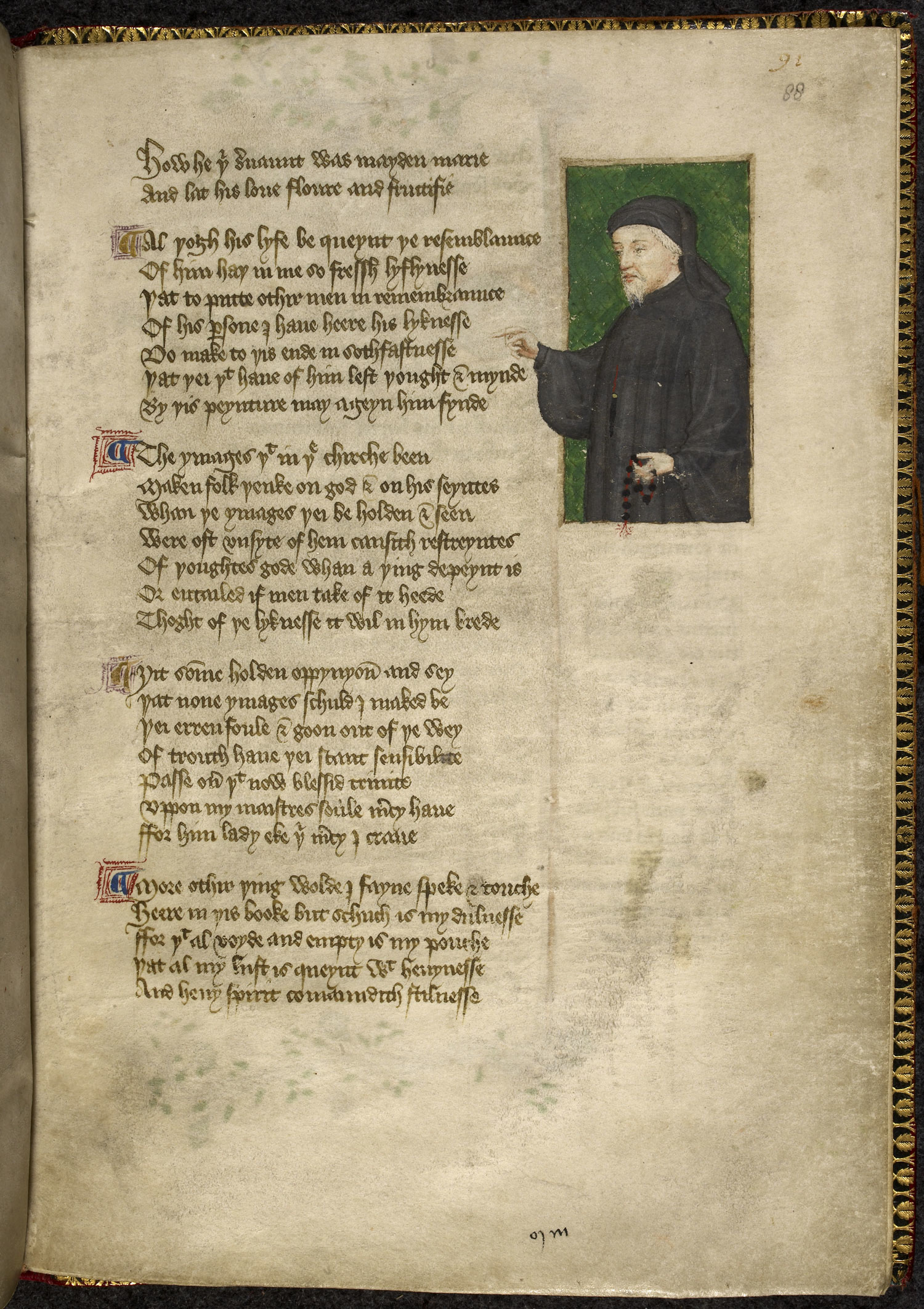
제프리 초서

넓은 의미에서 서구 세계의 번역에 관련한 관습과 경향은 영어로 이뤄진 번역에서 찾아볼 수 있다. 영어로 번역된 가장 정교한 작품은 14세기 제프리 초서가 이탈리아어로 쓰여진 지오반니 보카치오의 Knight's Tale과 Troilus and Criseyde를 바꾼 것이다. 프랑스어로 된 Roman de la Rose로 시작해 보이티우스의 작품을 라틴어에서 영어로 완역하기에 이른다. 초서는 영시에서 문학적 번안과 초기에 세워진 문학적 언어에 관련한 전통을 세운 것으로 평가받는다.
이탈리아 르네상스 시대에는 번역의 새로운 전기가 생겨나게 됐으며 코시모 데 메디치 가가 투르크 세력의 공습으로 콘스탄티노플이 무너지기 직전에 플로렌스로 오면서부터 시작됐다. 플루토의 작품이 마르실리오 피치노의 손에서 번역되기 시작했고 에라스무스가 신약성서의 라틴어 본을 새로운 번역관으로 접근하기 시작했다. 처음으로 독자들이 표현의 정도에 대해 철학적이고 종교적인 신념에 바탕하여 번역에 대한 요구를 할 수 있게 됐다. 플라토와 아리스토텔레스, 예수가 사용한 글귀들의 정확한 표현에 대한 의견이 피력되기 시작한 것이다.
한편 비학문적인 문학에서는 번안에 의존하는 경향이 많았다. 영국의 시인들과 번역가들은 중산층의 개념과 인쇄술 발달이라는 시대적 변화에 맞추어 원작자가 영국에서 살았다면 어떤 식으로 글을 썼을까에 대한 주제로 글을 써냈다.

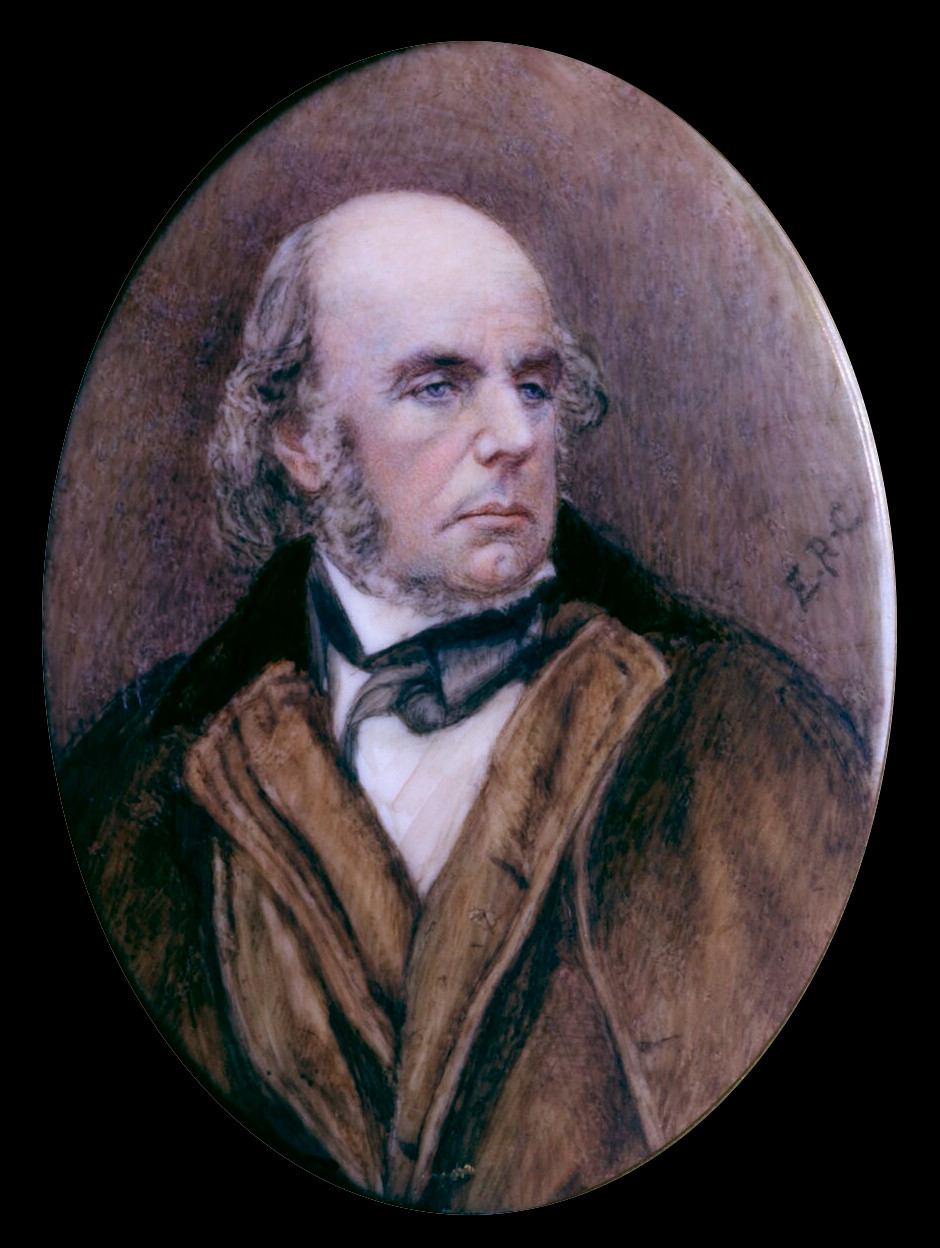
에드워드 피츠제럴드

엘리자베스 시대의 번역은 상당히 진보를 이루어 단순한 의역을 너머서 이상적인 문체의 등가를 추구하였으나 당대가 끝날 때가 17세기 중반에 달했으므로 구어적 정확성에 대한 접근은 미비했다.
18세기에 걸쳐 대부분의 번역가들이 내건 일종의 슬로건은 읽기 쉽게만드는 것이었다. 그들 스스로가 문맥상 이해하지 못하는 것은 무엇이든 간에 독자를 지루하게 할 것이므로 생략했다. 스스로의 선택이 최선임을 자부했으며 원문이 번역에 녹아들도록 해야한다고 생각했다. 학자의 입장에서 고찰은 선대와 별반 차이가 없었으며 제3의 언어로 번역판을 만들 때 내용의 측면에서 축소하는 오류를 범하지 않았다.
19세기에는 정확성과 문체라는 새로운 기준이 도입됐다. 정확성의 기준에서 J.M. 코헨은 "문구, 전체의 문구, 오로지 문구"를 주창했고 이는 잔가지와 쓸데 없는 장식과 같은 긴 설명을 제외한 것이었다. 문체에 관련해서 빅토리아 시대의 사람들의 목적은 문체를 최대한 일치시키며 지속적으로 독자들에게 외국의 고전을 읽고 있음을 상기해주는 데 있었다. 예외적으로 당대 뛰어났던 작품은 에드워드 피츠제랄드의 루바이야트(1859)로서 페르시아 이름과 성경의 내용을 흉내내 실질적으로 페르시아 문화의 고유 특성을 거의 상실하지 않은 채로 완역됐다.
20세기에 앞서 1871년 새로운 경향이 벤자민 조웨트에 의해 정립됐다. 그는 플루토의 철학을 직설적이고 간단하게 번역했다. 그러나 그의 번역본은 현존하지 않으며 정확성보다는 문체가 주요한 기준으로 작용했다.

### 시

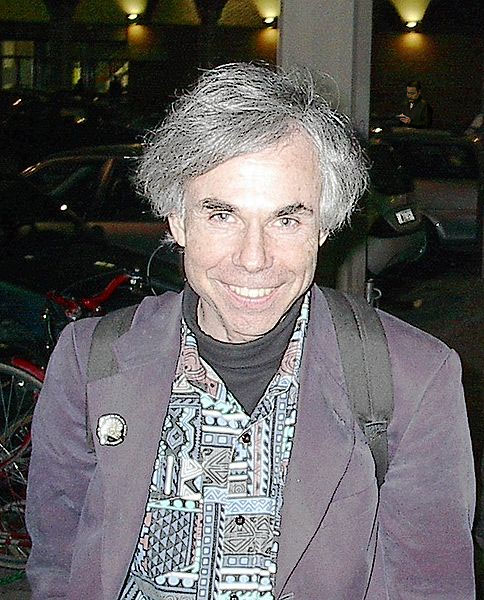
더글러스 호프스태터

시는 번역가에게 있어서도 특별한 도전을 요하는 부분이다. 글귀 자체의 형식적 측면이 있는데다 내용에도 충실해야하기 때문이다. 러시아 태생의 언어학자이자 기호학 로만 야곱슨은 "정확히 말하면 시는 번역 불가하다"라는 귀결에 이르기도 한다.
1974년 미국의 시인 제임스 메릴은 "Lost in Translation"라는 시에서 로만의 생각을 탐색하는 부분적 동조를 표현한다. 이 질문은 더글라스 호프스타터의 1997년 저서 Le Ton beau de Marot에서 다뤄졌다. 그는 좋은 시 번역은 반드시 문학적 의미 뿐아니라 운율, 박자, 두운 등 형식적 특질까지 충족해야 한다고 서술했다.
2008년 타이완의 언어학자 그레이스 후이 친 린은 커뮤니케이션 적략이 구어 번역가들에게는 시를 번역하는 번안이 가능할 것이라고 설명했다. 문화적 배경을 타고난 번역가들은 자국어의 구어로 시를 번역할 수 있다는 것이다. 예를 들어 당나라 때 지어진 시를 외국인들이 이해할 수 있으며 여러 가지 통번역 기술을 통해 제약을 구어적 번역 전략으로 이용해 통역될 수 있도록 활용할 수 있다는 설명이다.

### 노랫말
다른 언어로 노래하기 위한 목적으로 노랫말을 번역하는 것을 노래 번역으로 부르기도 한다. 노래 번역은 음성이 담긴 음악이 대부분으로 구성된 노래를 다루기에 시 번역과 밀접한 연관성을 가지며 압운과 각운 등 여러 가지 운율도 고려되어야 한다. 19세기 이래로 산문과 자유 시 구조가 일부 예술적 음악 장르에서 다루어 졌지만 대중 음악에서는 운율(스탠자)을 유지함에 있어서는 상당히 보수적인 입장을 취했다. 시를 노래를 위해 번역한 가장 기초적인 예가 찬송가이다. 독일의 합창성가를 영어로 옮긴 주번역자가 캐서린 윙크워스이다.
노랫말의 번역은 대개 시구 번역보다 훨씬 제약이 많다. 이는 형태에 있어 거의 혹은 전혀 자유가 없어 다양한 번역을 창조해내기가 불가능하고 시구 구조에서도 다른 여지를 찾기 어려운 탓이다. 누군가는 각운을 번역 과정에서 생략하거나 수정해낼 수 있겠지만 각 음절의 번역이 특정한 음표를 나타내는 음악적 기조를 따라가려면 번역가는 엄청난 노력을 들여야 한다. 산문처럼 길게 늘어뜨린 노랫말의 경우 시구처럼 짧은 노랫말보다는 어려움이 덜할 수 있는 이유가 음운을 맞추기 위해 음절을 이곳 저곳에서 떼거나 분할해 적용할 수 있기 때문이다. 그런 사실을 인정하더라도 과정상 엄밀히 말해 시구 번역에 해당하는 노랫말 번역은 가능한한 노래의 음절을 맞춰 진행해야하는 노래의 특성상 제약이 많을 수 밖에 없다.
다른 고려사항으로는 노랫말 번역시 단어와 글귀를 반복하거나 나머지를 대체하는 행위 혹은 구두점, 자음의 사용에 있어 고음에 맞춰 사용하기 등이다. 이외에도 리듬에 맞춰서 사용했을 시 도착어에서 부를 때 훨씬 부드럽고 자연스럽게 적용될 수 있을 자음을 택하는 것도 이러한 작업에 해당한다. 노랫말 번역은 상당히 그리고 완벽하게 원래판과 달라질 수 있다. 예를 들어 영어로 된 노래를 한국어로 번역할 때 ㄹ이나 ㄴ처럼 콧소리를 유발하는 음절이 계속해서 나오거나 발음이 꼬일 경우에는 다른 유사한 의미의 단어를 취하거나 대체해 노랫말이 간결하게 전달될 수 있도록 돕는 일도 포함될 수 있다.
노랫말의 번역은 노래를 하거나 좀 더 혹은 덜 문학적 형태를 띨 수 있겠지만 청중이나 가수, 지휘자를 위한 배려의 목적에서 고려되기도 한다. 잘 모르는 언어로 설명될 때가 그렇다. 가장 흔히는 번역이 자막이나 오페라의 대화가 번역되어 영사기로 보이는 것에 해당한다. 콘서트 프로그램 진행에도 적용되며 상업 오디오 CD-ROM에도 이런 경우가 발견된다. 더욱이 전문적이거나 아마추어 가수들이 보통 잘 모르는 언어로 노래할 때 의미를 이해할 수 있도록 번역하여 부르거나 번역을 이용하는 모습을 볼 수 있다.

## 번역가

### 특질
유능한 번역가는 다음과 같은 재능을 가져야 한다.
- 해당 언어에 대한 뛰어난 지식과 회화와 작문이 가능해야 출발어로부터 번역이 가능하다;
- 훌륭한 언어적 지식을 바탕으로 도착어로 문장을 써낼 수 있는 능력이 있어야 한다;
- 번역될 문장이나 주제에 대한 친숙함 내지는 지식이 있어야 한다.;
- 어원과 관용구, 사용 언어 간의 관련성에 대한 깊은 이해도가 필요하다.; 마지막으로
- 의역을 할 것인지 직역을 할 것인지에 대한 적절한 판단능력이 요구된다. 이는 겉핥기식의 번역이 아닌 내용을 출발어에서 도착어로 그대로 옮기기 위한 감각적인 측면에 해당하는 조정 능력으로 볼 수 있다.[24]

### 오해
| “ | 2개 국어를 사용하는 사람이라고 해서 흔히들 만족스럽거나 심지어는 양질의 번역문을 만들어 낼 것이라는 기대를 갖는 사람들이 있다. 단지 그 사람이 유창한 언어 구사자이기 때문이다. 그러나 이는 반드시 충족되는 사실이 아니다. 각 문서가 갖고 있는 성질 그리고 각 개인이 소유한 강점이 다르기 때문에 번역가와 두 나라의 말을 사용하는 사람이 문서 번역에 똑같은 조건을 갖고 번역에 임한다고 말하기 어렵다. 더욱이 능력과 숙련부터 기본적인 과정에 임하는 자세까지 번역에 요구되는 개인에 있어 번역을 업으로 삼는 번역가와 단순히 두 개의 언어를 사용하는 사람과의 차이가 발생하다. 두 개 국어를 사용하는 사람들은 그들 스스로의 생각과 사상을 표현하며 구어로 두 개 국어 모두에서 서술한다. 모국어와 외국어는 그들에게 외국어로써 자연스럽게 표현되곤 한다. 번역가들도 마찬가지로 반드시 읽고 이해하며 누군가의 생각을 판단하고 또한 정확하고 완벽하게 과장과 생략 없이 원론적인 의미를 효과적으로 표현해낼 수 있어야 한다. 다른 언어로 번역할 때 왜곡이 없어야 한다. 다시 말해 번역가들은 출발어를 읽어내는 능력이 탁월한 독자라는 것부터 시작하며 예를 들어 영어가 외국어라면 도착어에 있어서는 모국어를 사용하는 데 있어서 상당한 작문 실력을 갖춘 자여야 한다. | ” |

번역가들 사이에서 보통은 최고의 번역이란 외국어를 모국어로 번역하는 과정에서 탄생한다고 본다. 누군가가 외국어를 구사하는 데 있어서 완벽하게 구사하는 데 있어 모국어를 하는 사람만큼 뛰어난 경우는 드문 탓이다.
번역 산업에서 표준 방식이란 개인의 외국어를 모국어로 바꾸는 행위를 일컫는다. 다른 방법은 보통 고려 대상조차 되지 않는다. 일례로 스페인어를 모국어로 쓰는 사용자가 영문서를 스페인어로 번역하는 방식이다. 그러나 근본적인 규약은 아마추어 번역가들이 쉽게 무시하며 놀랍게도 고객들조차 외면하는 경우가 있다.
한편, 번역가는 번역을 함에 있어 두 언어에 능통할 뿐 아니라 다른 문화의 이질적인 차이를 이해하고 서술할 수 있어야 한다. 시청자 내지는 독자의 입장에서 문화적 간극을 메울 수 있는 능력을 갖추어야 함이다. 일례로 대한민국에서 삼베를 부녀자들이 직접 해 입었던 이유와 면직물의 수입이 끼친 영향에 대해서 서양인에게 설명하려 한다면 부녀자들이 집안에서 담당했던 가사일의 종류에서부터 삼베틀을 어떤 식으로 사용해서 일일이 실낱을 꿸 수 있었는지를 자연스럽게 이해해 훗날 산업화된 면직물의 수입이 일반 가정에 어떠한 영향을 끼쳤는지 설명할 수 있어야 한다. 반대로 섹스 앤 더 시티를 볼 때 임신한 친구는 샬롯(크리스티 데이비스 분)에게 "Life is not Jack and Susan novel"이라 말한다. 대사를 직역한다면 "삶(인생)은 잭과 수잔(철수와 영희)의 소설이 아니야"이다. 만약 문학이라면 그대로 옮기더라도 독자의 판단에 맡길 수 있을는지 모르지만 방송에 쓰이는 자막번역이라는 특징을 감안해야 하고 또한 한국인 시청자는 어려움을 겪게 될 것이므로 시청자 입장에서 번역해야 한다. 번역자는 "삶이란 연애소설이 아니야"라는 말로 돌려 표현했다.
번역은 걸출한 작가들을 위한 작문 수업으로 역할하기도 한다. 동아시아의 도승들의 번역 작업과 성경을 번역해야 했던 유럽의 번역가들은 오랜 시간동안 출발어를 공부하면서 수행해야 했다. 그들은 문화의 지식을 잇는 가교 역할을 했다. 사상과 함께 그들은 출발어를 그들의 언어로 받아들이면서 차용해왔고 문어나 문장 구조, 관용구와 어휘 등을 자국어로 흡수되게 했다.

### 스펙
책에 저자 설명이 실리므로 스펙으로 학력을 중요시한다.
통번역대학원 출신이 가장 유리하며 번역 일거리에 대한 전문적인 경험, 지식, 전공도 유리한 스펙이 된다. ex)IT, 제조업, 공학, 경영학, 보건/의료 분야 등
- 공공기관의 영문 에디터, 외교관 등 공직 경력이 있으면 정말 유리해진다.
- 프리랜스 번역을 통해 경력을 쌓아도 인정받는다.

## 기계 번역

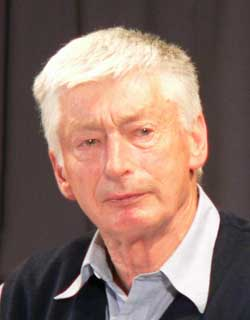
클로드 피론

기계 번역은 컴퓨터 프로그램이 원문을 파악해 주요하게 도착어로 인간의 간섭없이 번역해내는 과정을 말한다. 그러나 실제적으로 기계번역은 그 자체가 인간의 간섭이며 사전 편집 혹은 이후 편집인가의 차이일 뿐이다.
적절한 어휘집과 원문의 준비가 되어 있다면 미리 기계번역으로 번역을 하고 후에 번역가가 사후처리를 하면 된다. 이런 방식으로 상업적 기계 번역 소프트웨어가 유용한 결과를 창출해낼 수 있다. 이 때 기계번역체계가 번역을 저장하고 있거나 글로벌 관리 체계를 갖고 있다면 더 효율적일 것이다.
편집되지 않은 기계번역문은 인터넷에 야후나 구글의 번역 툴을 통해 업로드가 가능하다. 이러한 번역문은 표현법 자체가 서툴며 상황이 좋은 경우라면 문장의 요지만을 표현해낼 수 있는 정도다. 여러 소프트웨어 산업이 발달해가면서 스마트폰과 통역을 담당하는 소프트웨어나 통역기 등이 발달하고 있다.
가장 큰 문제로 기계 번역의 편집되지 않은 문장은 인간의 대화가 문맥에 치우쳐 표현되어야 하며 반드시 원문의 문맥이 이해되어야 함을 적용하지 못한다. 소설을 정의할 때 개연성을 하나의 특성으로 꼽는 것과 같이 번역에도 대화나 생각의 흐름을 볼 때 문맥상 일어날 만한 사건을 연결해야 하나 아직까지 기계번역에는 고차원적인 문제이다. 실상 번역가들이 번역하는 문장도 오류가 나기 쉽다. 따라서 기계가 제공한 번역을 통해서 다시 사람이 출판 가능한 질로 번역문을 개선하도록 하는 방안이 설득력을 얻고 있다.
클로드 피론은 기계 번역에 대해서 기껏해야 작은 부분을 덜어주는 기능 정도를 하는 것으로 평했다. 시간이 많이 들고 복잡했던 일이라 함은 보통 중의성을 없애기 위해 광범한 연구를 하거나 출발어 자체에 대한 문형적, 어법적 연관성을 도착어로 잘 정리하는 일을 말한다. 그러한 연구 작업은 미리 기계로 번역한 부분을 버리지 않도록 소프트웨어에 다시 입력하여 작업하는 선행 과제를 필요로 한다.

## 컴퓨터 보조 번역
컴퓨터 보조번역(Computer-assisted translation 또는 "computer-aided translation", "machine-aided human translation, MAHT)은 번역가가 도착어 문구를 컴퓨터의 도움으로 만드는 것을 말한다. 다시 말해 기계가 사람의 번역을 돕는 양상을 말한다.
컴퓨터 보조 번역은 표준 사전과 문법 소프트웨어가 필요하다. 그러나 대개 특별한 프로그램이 각기 통역자에게 필요하다. 번역이나 어휘집, 용어 색인, 정리 프로그램 등이 해당된다.
인터넷을 바탕으로 번역 소프트웨어가 해당 언어 사용자가 아닌 개인에게도 개방되어 지식이 없는 웹페이지를 개설하거나 볼 수 있게 됐다. 전체 페이지를 번역하는 도구는 능력이 상당히 진전되어있지만 원작자의 의도나 문맥 자체를 파고들 수 있지는 않으므로 번역된 페이지는 때로 웃기거나 지식적인 내용이라기 보다는 난해한 경우가 더러 있다.
상호호환을 이루는 번역은 팝업창을 통하여 사용자의 허락을 구해 이루어지는 경우가 잦다. 이러한 도구는 1개나 혹은 그 이상의 동의어 혹은 동의를 지닌 관용구를 사용한다. 번역가들은 이들 중에서 가장 유사한 의미를 가진 것을 사용해 외래어 원문에 적용한다. 소프트웨어 중에는 발음을 통해 등가를 지닌 단어를 찾기도 한다.

## 인터넷
웹에 기반한 인간의 번역을 회사나 개인이 선호하는 이유는 더 정확하기 때문이다. 기계 번역이 상당히 잦은 오류를 보이는 데다 신뢰성이 떨어지기 때문에 더 정확한 번역 양식을 찾는 것이다. 집단으로 번역을 하거나 메모리 기능이 발달하고 인터넷 응용 프로그램까지 등장하면서 번역 회사와 중개회사에서는 더 많은 중소기업과 개인, 대기업에게 양질의 서비스를 할 수 있게 됐다.
구글 트랜스레이트나 야후! 바벨 피시처럼 번역이 즉각적이지는 않지만 웹에 기반한 번역가들의 번역 활동이 갈수록 대중적인 대안으로 떠오르며 정확성을 요하는 비즈니스 커뮤니케이션과 법문 번역, 의료 기록, 소프트웨어 등재 등에 효과적으로 기능하고 있다. 이러한 해결책은 개인 사용자들에게 각 지역사회에 블로그나 홈페이지를 운영할 시 더 쉽게 접근하고 다가갈 수 있도록 "실낱"을 제공하는 역할을 담당하고 있다.

## 같이 보기
- 통역
- 번역 연구
- 언어유형학
- 언해
- 기계 번역
- 컴퓨터 보조 번역
- 문법 번역식 교수법
- 공백어휘